# 이성은 (뮤지컬 배우)
이성은(1994년 9월 4일 ~ )은 대한민국의 뮤지컬 배우이다. 그녀의 친언니인 이성경도 배우이다.

## 프로필
- 출생: 1994년 9월 4일 (경기도 고양시)
- 신체: 166cm 42kg O형
- 데뷔: 2017년 뮤지컬 '레미제라블 - 두 남자 이야기'
- 가족: 이성경 (언니)
- 학력: 한양여자대학교 실용음악과 전문학사 (졸업)
- 소속: 무소속
- 종교: 기독교

## 뮤지컬
- 2019년 연애하기 좋은 날 - 서울
- 2019년 그리스 - 서울
- 2018년 판타지 뮤지컬 〈LUNA：루나〉 - 달의 눈물
- 2017년 레미제라블 - 두남자이야기

## 연극
- 2022년 연극딜리버리

## 학력
- 한양여자대학교 실용음악과 전문학사 (졸업)

## 가족 관계
- 언니: 이성경 (1990년 8월 10일 ~)